# Escala sinòptica

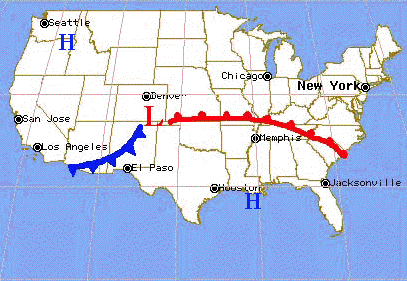
Mapa meteorològic, a escala sinòptica, dels Estats Units

L'escala sinòptica és un terme emprat en meteorologia, «sinòptica» deriva del grec:sunoptikos que significa vistos conjuntament, també és citada com escala gran o escala ciclònica. És una escala de longitud horitzontal de l'ordre dels 1.000 km o més. Això correspon a l'escala horitzontal típica de les depressions meteorològiques de latitud mitjana. Moltes zones de pressions altes i baixes es llegeixen en els mapes meteorològics com sistemes d'escala sinòptica.
Les equacions de Navier-Stokes aplicades al moviment atmosfèric poden simplificar-se amb anàlisis d'escala matemàtica en l'escala sinòptica. Els termes principals de les equacions són forces de Coriolis i de gradient de pressió; així es pot fer servir una aproximació de vent geostròfic.